# Присутственные места (Калуга)
Прису́тственные места́ — комплекс административных зданий, построенных в Калужской губернии в начале XIX века. Архитектурный ансамбль расположен в городе Калуге на левом берегу реки Оки, является объектом культурного наследия народов России и охраняется государством.
Представляют собой П-образный ансамбль строений с соединяющими их проездными арками, обрамляющий Центральный городской парк культуры и отдыха с Троицким собором.

## История
Застройка Калуги по генеральному плану, разработанному в правление первого калужского генерал-губернатора М. Н. Кречетникова, началась с возведения Присутственных мест там, где до начала XVIII века стоял деревянный Калужский кремль. Они были спроектированы губернским архитектором П. Р. Никитиным как будущий центр города и архитектурный ансамбль, объединяющий все управляющие органы губернии. Строительство, обошедшееся более чем 200 тысяч рублей, было начато в 1780 году, а закончено в 1809 году при губернаторе А. Л. Львове архитектором И. Д. Ясныгиным.
Присутственные места упомянуты в описании Калужского наместничества 1785 года:

Каменный корпус (паралл. Оке) в два жилья длиною на 64 с., шириною на 6 с. В нём помещены Наместническое правление, приказ общественного призрения, совестной суд, зала для Общаго собрания, Чертежная и Городническое правление. По обеим сторонам сего здания находятся по одному корпусу в два жилья, длиною каждый на 103 саженях, соединяющиеся с первым каменными галереями, из коих каждая простирается на 20 с.
— Малинин Д. И.. Калуга-город — Часть вторая
Во время войны с Наполеоном в одном из корпусов расположился военный госпиталь. В настоящее время Присутственные места используются различными учреждениями:
- Западный корпус — Калужский филиал Московского государственного технического университета им. Н. Э. Баумана.
- Восточный корпус — Калужская духовная семинария и резиденция митрополита Калужского и Боровского.

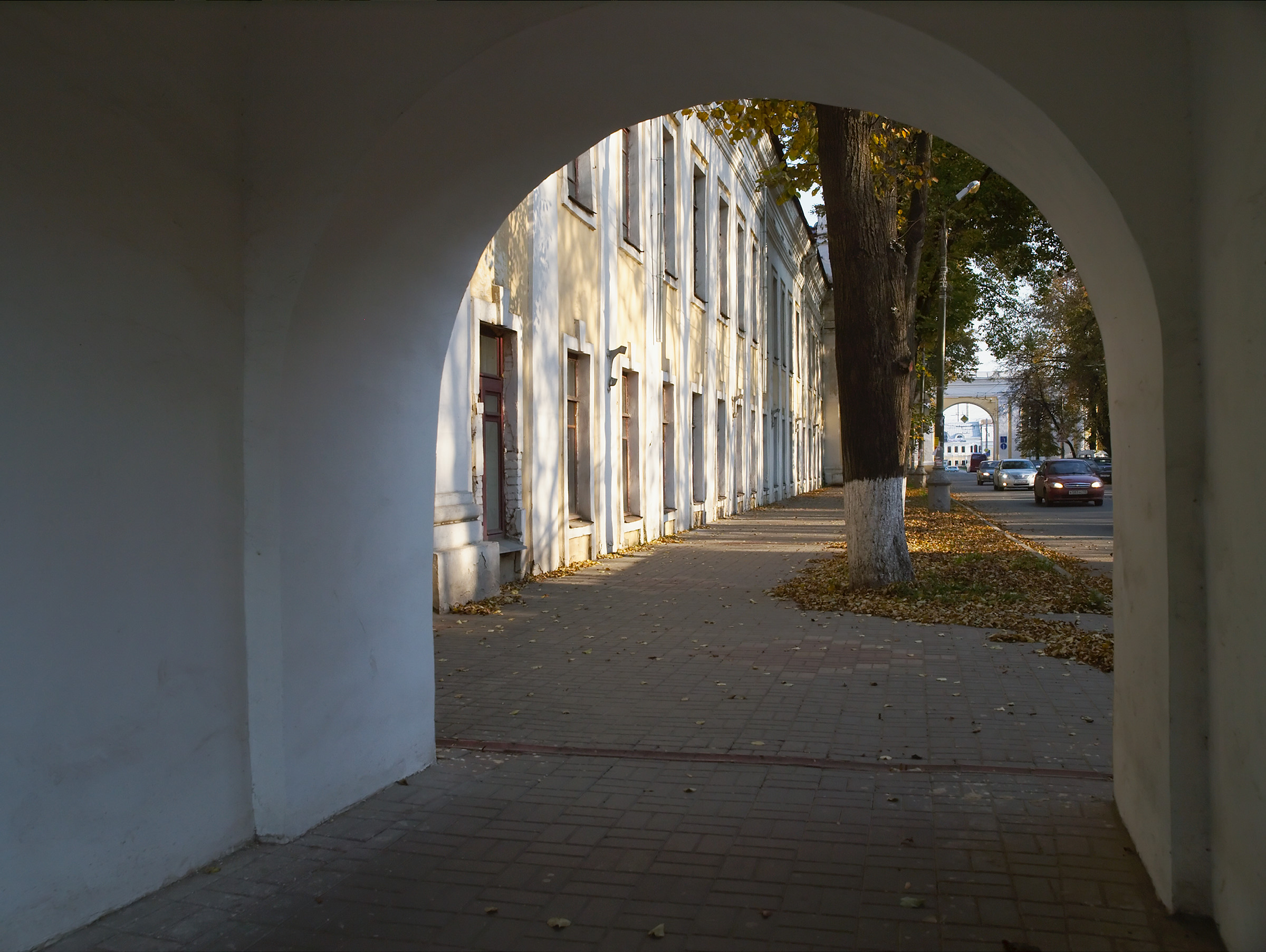
Западная арка ансамбля Присутственных мест
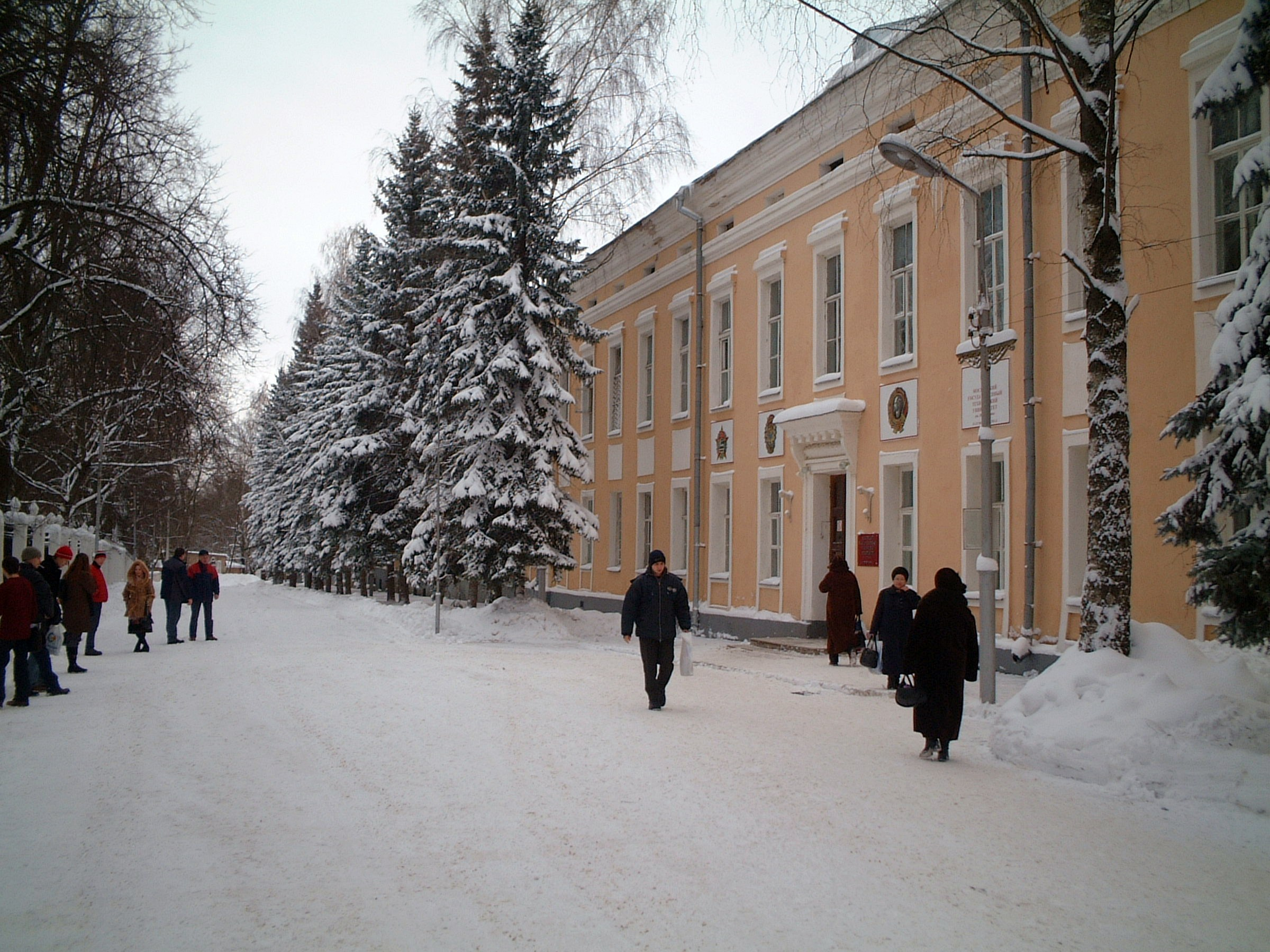
КФ МГТУ им. Н. Э. Баумана
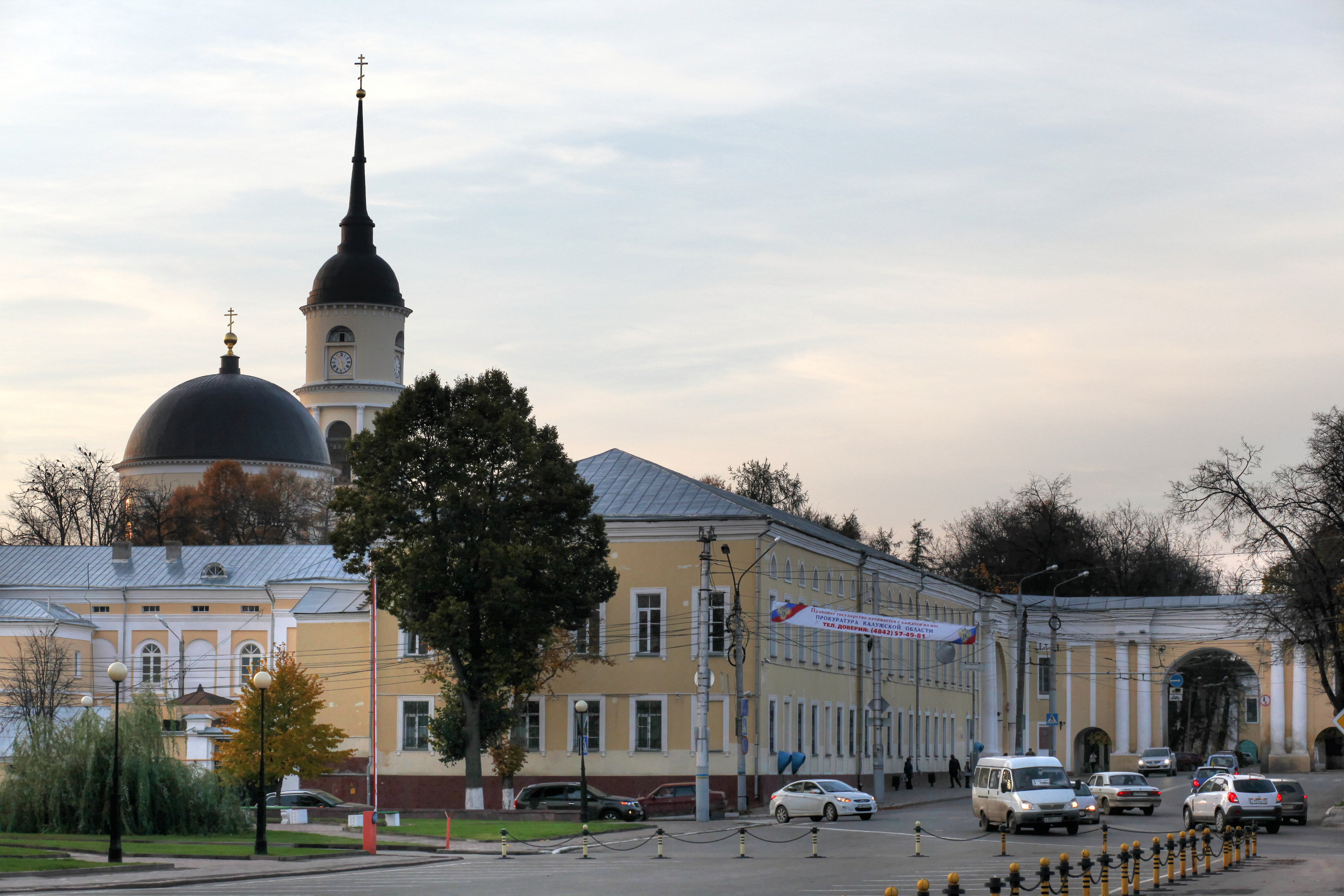
Калужская духовная семинария и Калужская епархия (на заднем плане Троицкий собор)